# Neoneura rufithorax
Neoneura rufithorax är en trollsländeart som beskrevs av Selys 1886. Neoneura rufithorax ingår i släktet Neoneura och familjen Protoneuridae. Inga underarter finns listade i Catalogue of Life.